# Men in Black: International
Men in Black: International (bra: MIB: Homens de Preto – Internacional; prt: MIB: Homens de Negro - Força Internacional) é um filme estadunidense de comédia de ação e ficção científica de 2019, dirigido por F. Gary Gray e escrito por Art Marcum e Matt Holloway, com produção executiva de Steven Spielberg, baseado na serie Men in Black, sendo um spin-off da franquia Men in Black. Produzido pela Columbia Pictures, Amblin Entertainment, Parkes + Macdonald, Image Nation e Tencent Pictures e distribuído pela Sony Pictures Releasing, é estrelado por Chris Hemsworth, Tessa Thompson, Rebecca Ferguson, Kumail Nanjiani, Rafe Spall, Laurent Bourgeois, Larry Bourgeois, Liam Neeson e Emma Thompson, que reprisa seu papel de Men in Black 3.
A pré-estreia de Men in Black: International ocorreu no dia 11 de junho de 2019 em Nova York. Foi lançado no Brasil e em Portugal em 13 de junho de 2019. Estreou nos Estados Unidos em 14 de junho de 2019 nos formatos convencional, 3D e IMAX 3D. Arrecadou, até o momento, mais de US$ 250 milhões mundialmente.

## Enredo
Após os eventos de Men in Black 3, Londres tem uma filial do Men in Black (MIB). Depois de encontrar a base do MIB, uma jovem chamada Molly (Tessa Thompson) se junta a eles. Como agente M, o chefe do ramo, High T (Liam Neeson), emparelha-se com o agente H (Chris Hemsworth). Esses dois agentes secretos se envolvem em uma série de ataques alienígenas que os levam viajando pelo mundo.

## Elenco
- Chris Hemsworth como Henry/Agente H.
- Tessa Thompson como Molly/Agente M.
- Liam Neeson como High T
- Emma Thompson como Agente O
- Kumail Nanjiani como Pawny
- Rafe Spall como Agente C.
- Rebecca Ferguson como Riza Stavros
- Laurent and Larry Bourgeois como Os Gêmeos
- Hiten Patel como o Tech Geek
- Lukas DiSparrow
- Stephen Samson como um agente da MIB
- Inny Clemons como o pai da Molly
- Sartaj Garewal como o oficial de recrutamento da CIA
- Mike Capozzola como um agente veterano
- Michael Burhan como um agente[carece de fontes?]

Uma cena que revela que Ariana Grande, Elon Musk, J.J. Abrams e Donald Glover são extraterrestres tem outras celebridades conforme o país, como Sérgio Mallandro no Brasil. Outras versões incluem Piers Morgan no Reino Unido e Jerome Boateng na Alemanha.

## Produção

### Desenvolvimento
Em maio de 2018, o filme ganhou seu primeiro pôster promocional.
Chris Hemsworth e Tessa Thompson foram os primeiros a se juntarem ao elenco do filme e não se tardou saber quem iria ser quem no filme: Chris fará o Agente H e Thompson fará a Agente M.
Mais tarde, Emma Thompson juntou-se ao elenco do filme; ela que já tinha participado do último filme da série, MIB - Homens de Preto 3, e continuará a fazer o papel da Agente O.
Posteriormente, Rebecca Ferguson, famosa por seus papéis na série de filmes Missão Impossível, também se juntou ao elenco do filme, e sendo a personagem Riza Stavros.

### Filmagens
Foi no início do mês de Julho de 2018, que começaram, oficialmente, as filmagens para o filme, sendo estas realizadas pela Sony Pictures Entertainment em Londres, Inglaterra.

## Lançamento e bilheteria
O filme foi lançado em 14 de junho de 2019 nos Estados Unidos e arrecadou mais de US$ 250 milhões até o momento.